# MaMaSé!
MaMaSé! är det tionde studioalbumet av K3, albumet släpptes 23 november 2009 i Belgien och Nederländerna.
Detta är det första fulla album med Josje Huisman som vann "K2 zoekt K3" (K2 söker K3) 2009.
Detta album är en dubbel CD, CD1 med 12 nya låtar och CD 2 med deras största hits. Dessa är återinspelade med Josje Huisman, Karen Damen och Kristel Verbeke, vissa låtar har också fått en ny fräsch remix.

## Spårlista

### CD1 (Nya låtar)
1. MaMaSé!
2. De politie
3. Handjes draaien
4. Leukste van het land
5. Lollypopland
6. De revolutie
7. Hiep hiep hoera
8. Radio
9. Blankenberge
10. Hey hey
11. Ster
12. Wanneer zie ik jou terug

### CD2 (Största hits)
1. Alle kleuren
2. Teleromeo
3. Heyah mama
4. Kuma hé
5. Ya ya yippee
6. Oya lélé
7. Toveren
8. Je hebt een vriend
9. Oma's aan de top
10. Verliefd
11. De 3 biggetjes
12. Kusjesdag